# Frankenstein (film 1994)
Frankenstein – brytyjsko-japońsko-amerykański horror z 1994 roku, na podstawie powieści Mary Shelley.

## Główne role
- Robert De Niro – Monstrum
- Kenneth Branagh – Wiktor Frankenstein
- Tom Hulce – Henry Clerval
- Helena Bonham Carter – Elizabeth
- Aidan Quinn – Kapitan Robert Walton
- Ian Holm – Baron Frankenstein

i inni

## Fabuła
Rok 1794. Załoga statku żeglującego w pobliżu Arktyki bierze na pokład nieznanego mężczyznę, w tle słychać tajemnicze odgłosy. Ów mężczyzna przedstawia się kapitanowi jako Wiktor Frankenstein i opowiada mu o swojej historii oraz o tym, jak trafił na statek. Okazuje się, że stworzył on potwora z ludzkich szczątków, który szuka towarzyszki życia.